# Измайловский лейб-гвардии полк
Лейб-гвардии Измайловский полк — пехотный полк Русской императорской гвардии. С 1813 года входил в состав 1-й гвардейской пехотной дивизии.
По старшинству являлся третьим пехотным полком русской гвардии и обязан своим основанием императрице Анне Иоанновне. Полк сформирован в Москве 22 сентября 1730 года. Наименование получил от любимой императрицей летней резиденции в селе Измайлово (ныне в черте города Москвы), принадлежавшем издавна роду Романовых. Полковой праздник отмечался в день Св. Троицы. Штаб-квартира — Санкт-Петербург.

## Краткая история полка

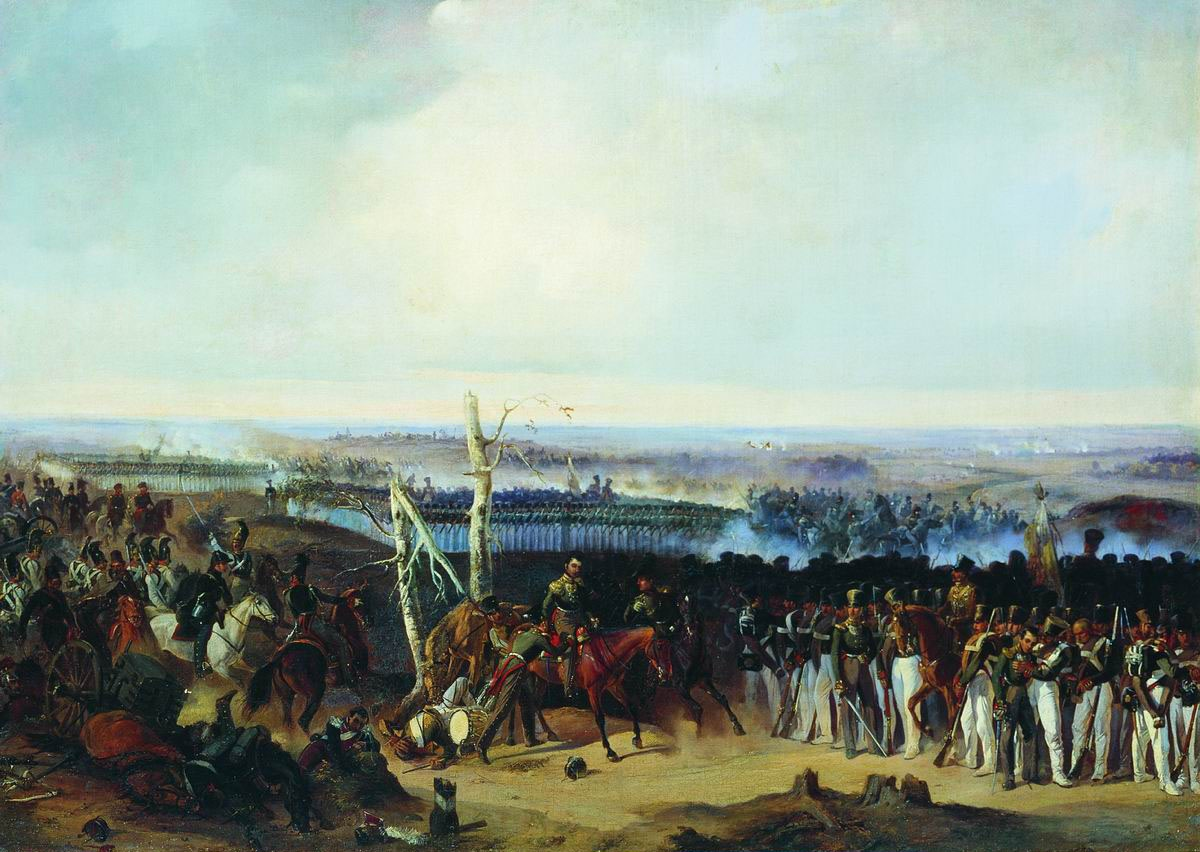
Коцебу А. Е. Лейб-гвардии Измайловский полк в Бородинском сражении

В 1731 году первые два батальона (командир — майор Шипов), а в 1734 году — третий батальон (командир — подполковник Якоб фон Кейт) переведены из Москвы в Санкт-Петербург и расположились постоем по обывательским домам на Адмиралтейском и Петербургском островах.
С 1743 года полк размещался в одном месте, во вновь выстроенной полковой слободе в деревянных домах, где улицы назывались ротами, а с 1808 года в каменных казармах. Начало строительства каменных казарм — 1799 год. Первыми выстроены казармы № 1, 6, 7, 8, 9, 10, называемые Барщовскими, потом № 3, 11 и 12, Комаровского и наконец № 2, 4 и 5 Комитетские. Офицеры с того времени размещались у Измайловского моста в казённом доме Гарновского.
26 августа (7 сентября) 1812 года состоялось Бородинское сражение в котором принимал участия полк. Безвозвратные потери полка, убито: 4 офицера; 176 нижних чинов, без вести пропавших 73. Ранено: командир полка, 13 офицеров, 528 нижних чинов.
С 1845 года на тех же местах возводятся новые трёхэтажные казармы.
В 1847 году окончено строительство казармы № 9, а в 1849 № 6, куда из № 1 переведён полковой госпиталь.

## Полковые церкви
Походная (полевая) церковь
Полковой канцелярией 20 января 1732 года получено указание императрицы построить полевую церковь Св. Троицы. Построение церкви поручено поручику Савёлову. Святые иконы написаны московским жителем Иваном Адольским.
В 1733 году полковая полевая церковь была поставлена в лагере на лугу близ Фонтанки, против сада Её Величества и 12 июля была освящена.
В 1734 году была построена деревянная церковь (временная). Императрица обогатила церковную ризницу и передала в дар ризу.
1737—1740 годы походная церковь находилась при батальоне в ходе битвы против турок и при взятии Очакова, а с 1742 года водворена в отстроенную часть полковой слободы и располагалась в ротах, как походная.
1740 год — начато строительство полковой слободы (руководитель строительства — капитан Данненберг). После утверждения полковой слободы от поступающих в неё доходов с церковных лавок, полковых бань и мостового сбора через Измайловский мост, построенного первоначально полком, церковный капитал стал значителен.
Деревянная холодная церковь
1754 — 1828 годы
Церковь построена по плану церкви села Керстово. Фасад деревянный на каменном фундаменте. Холодная, крестообразная с пятью главами, крытых одинаково с куполом белой жестью и снаружи обшита досками. Изнутри имела хоры, обита холстом. На папертях железные звезды, золочённые двойным листовым золотом. Церковь была обсажена деревьями и обнесена деревянной оградой.
Руководитель строительства — капитан Данненберг. Помощники строительства, знавшие чертёжное искусство, — сержант Клавер и подпрапорщик Белокопытов. В 1755 году капитан Данненберг заменён ввиду болезни, полковым квартирмейстером Куломзиным.
Ко дню освящения храма (1 июня 1756 года по старому стилю) императрица Елизавета Петровна в числе прочей утвари прислала в дар Воздух и к нему вышитые собственноручно два покровца, которые употреблялись только раз в году, при священнодействии в Великую Субботу. При освящении церкви присутствовали архиепископ Сильвестр с прочими духовными особами, подполковник граф Разумовский, а также штаб- и обер-офицеры полка.
Рисунок иконостаса в дальнейшем не сохранился, но по контракту с мастеровыми видно, что образ был многоярусный и написан в греческом стиле синодальным живописцем Колокольниковым.

## Состав полка
Полковником и шефом нового гвардейского полка был назначен генерал-адъютант, обер-шталмейстер граф Карл Лёвенвольде; ему поручалось набрать офицеров «из лифляндцев и курляндцев и прочих наций иноземцев и из русских, которые на определённых против гвардии рангами и жалованьем, себя содержать к чистоте полка могут без нужды и к обучению приложат свой труд».
Рядовые были выбраны из украинской ландмилиции, а офицеры и унтер-офицеры из армейских полков.
17 марта 1800 г. полк назван Лейб-гвардии Его Императорского Высочества Константина Павловича, а 28 мая того же года — Лейб-гвардии Его Императорского Высочества Николая Павловича полком.
14 марта 1801 г. ему возвращено наименование Лейб-гвардии Измайловский полк.

## Внешний вид
В полк набирались брюнеты (в роту Его Величества – с бородами).

## Знаки отличия
Знаки отличия:
- Полковое знамя — Георгиевское, с надписью: «За отличие при поражении и изгнании неприятеля из пределов России 1812 г.», с андреевской юбилейной лентой.
- Две георгиевские трубы, с надписью: «За отличие оказанное в сражении при Кульме, 17 августа 1813 г.»
- Две серебряные трубы, пожалованные имп. Анной Иоанновной за взятие Очакова, 1737 г.
- Знаки на шапки с надписью: «За Горный Дубняк, 12 октября 1877 г.»

## Шефы полка
Шефы полка (почётные командиры):

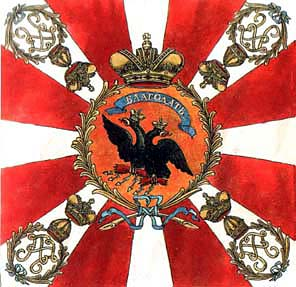
Полковое знамя Лейб-гвардии Измайловского полка образца 1799 года.

- 22.09.1730 — 30.04.1735 — генерал-адъютант, генерал-поручик, граф, фон Лёвенвольде, Карл Густав
- 15.08.1735 — 17.10.1740 — императрица Анна Иоанновна
- 10.11.1740 — 25.11.1741 — император Иоанн Антонович
- 25.11.1741 — 25.12.1761 — императрица Елизавета Петровна
- 25.12.1761 — 28.06.1762 — император Пётр III
- 28.06.1762 — 06.11.1796 — императрица Екатерина II
- 07.11.1796 — 10.11.1796 — император Павел I
- 07.11.1796 — 28.05.1800 — великий князь цесаревич Константин Павлович
- 28.05.1800 — 18.02.1855 — великий князь Николай Павлович (с 14.12.1825 г. — император Николай I)
- 14.12.1825 — 18.02.1855 — император Николай I
- 19.02.1855 — 01.03.1881 — император Александр II
- 02.03.1881 — 21.10.1894 — император Александр III
- 02.11.1894 — 04.03.1917 — император Николай II

## Командиры полка
(Командующий в дореволюционной терминологии означал временно исполняющего обязанности начальника или командира. С 1820-х годов должности командира гвардейского полка соответствовал чин генерал-майора, и при назначении на эту должность полковников они оставались командующими до момента своего производства в генерал-майоры).
- 11.10.1730 — 24.07.1748 — подполковник и генерал-аншеф Кейт, Джеймс
- 12.12.1734 — 09.11.1740 — подполковник и генерал-аншеф фон Бирон, Густав
- 10.11.1740 — 12.10.1745 — подполковник и генерал-фельдмаршал ландграф Гессен-Гомбургский Людвиг Вильгельм
- 01.01.1748 — 14.03.1753 — подполковник и генерал-лейтенант Гампф, Иосиф
- 05.09.1748 — 15.11.1796 — генерал-адъютант, подполковник (9-28.06.1762 полковник) и генерал-фельдмаршал граф Разумовский, Кирилл Григорьевич
- 11.06.1763 — 05.04.1768 — подполковник и генерал-аншеф Суворов, Василий Иванович
- 21.04.1774 — ??.??.???? — подполковник и генерал-аншеф Бибиков, Александр Ильич (произведён в подполковники после смерти, последовавшей 9.04.1774)
- 25.03.1775 — 15.11.1796 — подполковник и генерал-фельдмаршал князь Репнин, Николай Васильевич
- 07.11.1796 — 08.02.1798 — генерал-лейтенант Арбенев, Иоасаф Иевлевич (заведующий)
- 08.02.1798 — 03.06.1799 — генерал-майор (с 29.03.1799 генерал-лейтенант) Борщов, Сергей Семёнович
- 03.06.1799 — 28.01.1808 — генерал-майор (с 22.01.1800 генерал-лейтенант) Малютин, Пётр Фёдорович
- 28.01.1808 — 29.10.1811 — генерал-майор Башуцкий, Павел Яковлевич
- 29.10.1811 — 30.08.1818 — полковник (с 21.11.1812 генерал-майор, с 30.08.1816 генерал-адъютант) Храповицкий, Матвей Евграфович
- 30.08.1818 — 30.11.1821 — генерал-майор Стрекалов, Степан Степанович
- 30.11.1821 — 14.03.1825 — генерал-майор Мартынов, Павел Петрович
- 14.03.1825 — 20.05.1826 — полковник (с 15.12.1825 флигель-адъютант) Симанский, Лука Александрович
- 20.05.1826 — 14.05.1833 — генерал-майор Анненков, Николай Петрович
- 14.05.1833 — 29.03.1836 — генерал-майор Тимрот, Александр Иванович
- 29.03.1836 — 25.12.1837 — генерал-майор Анненков, Николай Николаевич
- 25.12.1837 — 31.10.1847 — генерал-майор Степанов, Семён Петрович
- 03.11.1847 — 06.12.1849 — генерал-майор (с 03.04.1849 генерал-лейтенант) Игнатьев, Ардалион Дмитриевич
- 06.12.1849 — 31.12.1854 — генерал-майор (с 11.06.1850 в Свите Е. И. В.) Козлов, Александр Павлович
- 26.01.1855 — 24.04.1859 — генерал-майор (с 17.04.1855 в Свите) Кушелев, Сергей Егорович
- 24.04.1859 — 09.09.1862 — полковник (с 08.09.1859 генерал-майор) Дрентельн, Александр Романович
- 03.10.1862 — 04.12.1868 — полковник (с 17.04.1863 генерал-майор, с 19.05.1868 в Свите) Рейбниц, Константин Карлович
- 04.12.1868 — 17.04.1876 — генерал-майор (с 16.05.1871 в Свите) Гельфрейх, Александр Богданович
- 17.04.1876 — 29.12.1877 — генерал-майор Свиты Эллис, Николай Вениаминович
- 29.12.1877 — 12.02.1890 — генерал-майор Свиты Маклаков, Георгий Константинович
- 12.02.1890 — 30.01.1893 — генерал-майор Васмунд, Георгий Робертович
- 30.01.1893 — 21.05.1898 — генерал-майор Евреинов, Александр Александрович
- 21.05.1898 — 27.08.1900 — генерал-майор Павловский, Николай Акимович
- 27.08.1900 — 16.07.1904 — генерал-майор Елита фон Вольский, Константин Адольфович
- 16.07.1904 — 11.02.1908 — генерал-майор Порецкий, Александр Николаевич
- 11.02.1908 — 24.12.1913 — генерал-майор Киселевский, Николай Михайлович
- 24.12.1913 — 18.05.1915 — генерал-майор Круглевский, Василий Александрович
- 19.05.1915 — 14.07.1916 — полковник (с 07.07.1916 генерал-майор) Геруа, Борис Владимирович
- 14.07.1916 — 26.04.1917 — генерал-майор Шиллинг, Николай Николаевич
- 26.04.1917 — 25.09.1917 — командующий полковник Веденяпин, Пётр Александрович
- 25.09.1917 — 18.12.1917 — командующий полковник Соколов, Владимир Корнилович

## Известные измайловцы
- Балашов, Александр Дмитриевич — первый министр полиции Российской империи (1810-12), одновременно Санкт-петербургский губернатор (1809-12), генерал от инфантерии, генерал-адъютант.
- Баранов, Павел Трофимович — граф, генерал-майор, тверской губернатор.
- Баранов, Эдуард Трофимович — граф, генерал от инфантерии, член Государственного совета, один из авторов «Общего устава российских железных дорог», сподвижник Императора Александра II.
- Булатов, Михаил Леонтьевич — генерал-губернатор, герой екатерининских войн с Турцией, военачальник во время русско-шведской войны 1808—1809 гг. и в эпоху Наполеоновских войн.
- Вольф, Николай Иванович — генерал-лейтенант, участник Кавказской войны.
- Гарф, Евгений Георгиевич — генерал-лейтенант, начальник Главного управления казачьих войск, начальник канцелярии Военного министерства, член Военного совета Российской империи.
- Глинка, Фёдор Николаевич — полковник (1818), русский поэт, публицист, прозаик.
- Кемпс, Францис — латгальский и латышский общественно-политический деятель, писатель
- Комаровский, Евграф Федотович — граф, генерал-адъютант, генерал от инфантерии, сенатор. Основатель и первый командующий Отдельного корпуса внутренней стражи.
- Козлов, Александр Александрович — генерал от кавалерии, генерал-адъютант, в разное время Петербургский градоначальник, Московский градоначальник.
- Кривицкий, Николай Николаевич — генерал, герой Первой мировой войны.
- Милорадович, Михаил Андреевич — генерал от инфантерии, один из предводителей русской армии во время Отечественной войны 1812 года, генерал-губернатор Санкт-Петербурга
- Романов Константин Константинович — генерал-адъютант (1901), генерал от инфантерии (1907), генерал-инспектор Военно-учебных заведений, президент Императорской Санкт-Петербургской академии наук (1889), поэт, переводчик и драматург.
- Романов Константин Константинович-младший — сын великого князя Константина Константиновича и великой княгини Елизаветы Маврикиевны, правнук императора Николая I.
- Румянцов, Пётр Александрович  (1805 — после 1861) — генерал-майор Русской императорской армии.
- Грузинский Илья Георгиевич — князь, сын последнего грузинского царя Георгия XII, участвовал в Отечественной войне 1812 года под командованием генерал-адъютанта Бистрома К. И., в 1823 году поступил на службу, получил чин полковник, вышел в отставку в том же году.
- Муханов, Пётр Александрович — штабс-капитан, адъютант Н. Н. Раевского, декабрист.
- Осипов, Николай Петрович — автор поэмы-бурлеска «Вергилиева Энеида, вывороченная наизнанку».
- Угринович, Григорий Петрович — русский и советский певец, заслуженный артист государственных театров.
- Яковлев, Иван Алексеевич — капитан; отец писателя Александра Герцена[2].

Участие в боевых действиях
Полк - активный участник Красноставского сражения в июле 1915 г. и Люблин-Холмского сражения в том же месяце. Сражался в августе - сентябре 1915 г. в ходе Виленской операции и в июле 1916 г. на Стоходе.
26 июля 1916 г. полк выдержал тяжелый лесной бой у Кухарского леса.

## Форма

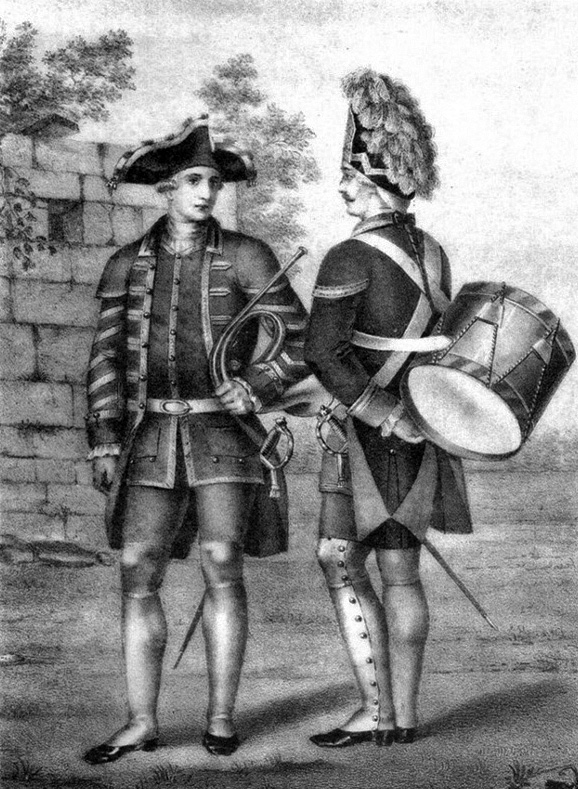
Музыкант Семёновского и гренадерский барабанщик Измайловского полков, 1742—1762 годов.
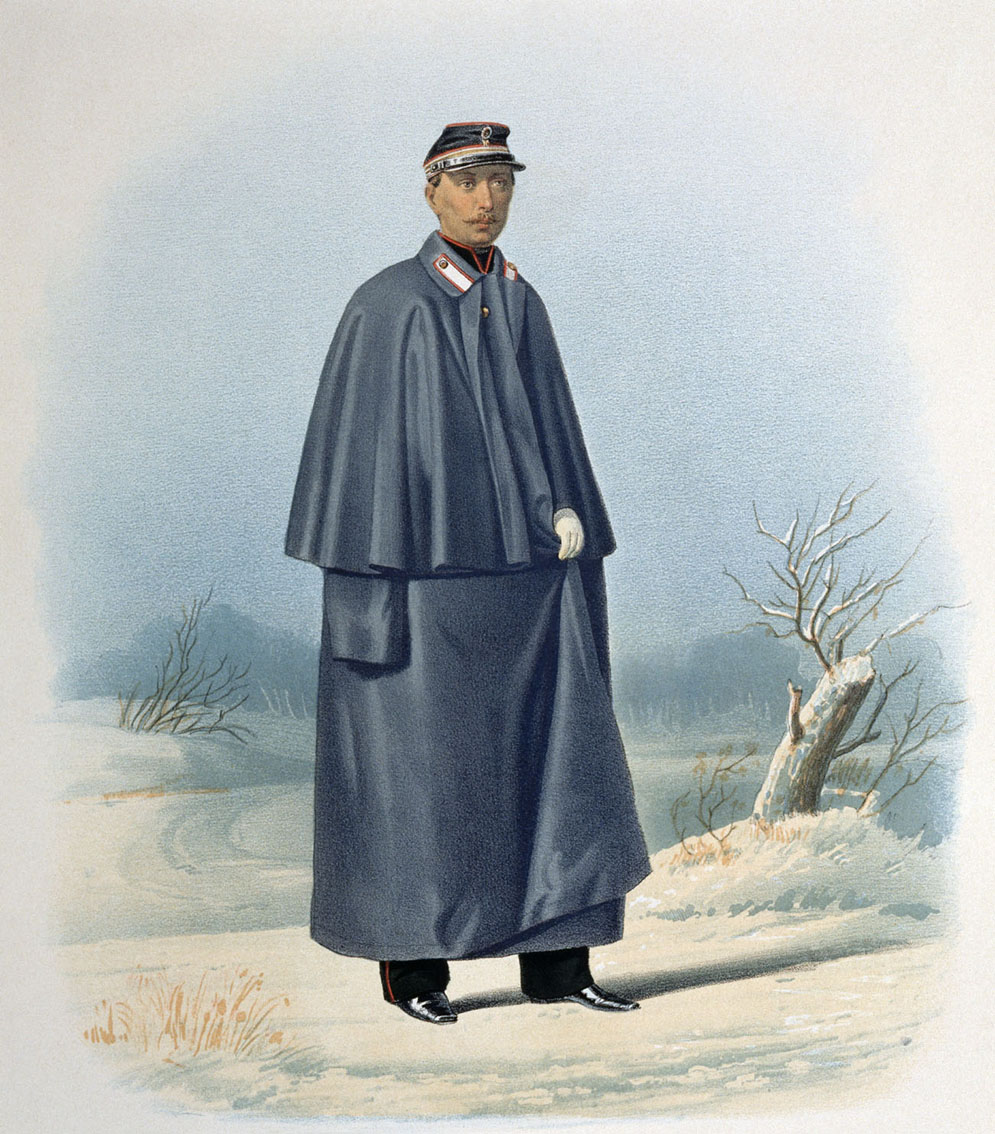
Пиратский К. К. Обер-офицер Измайловского полка. 1864 год.
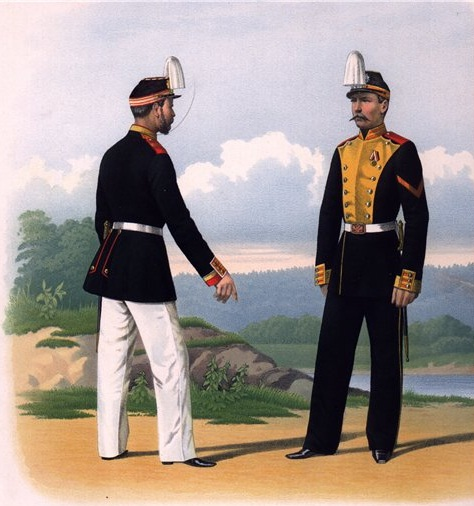
Губарев П. К. Унтер-офицер Л.-гв. Измайловского и рядовой Л.-гв. Литовского полков. 1871 год.
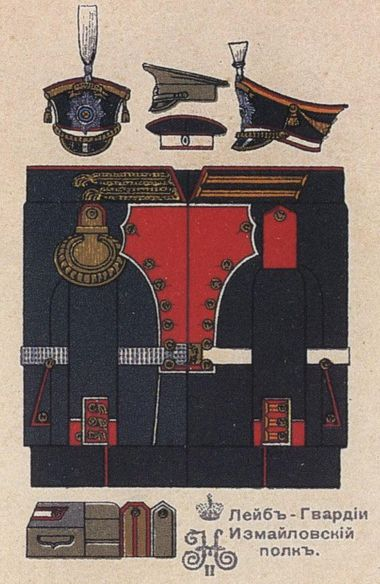
Парадная форма полка, 1910.

## Памятник в Болгарии

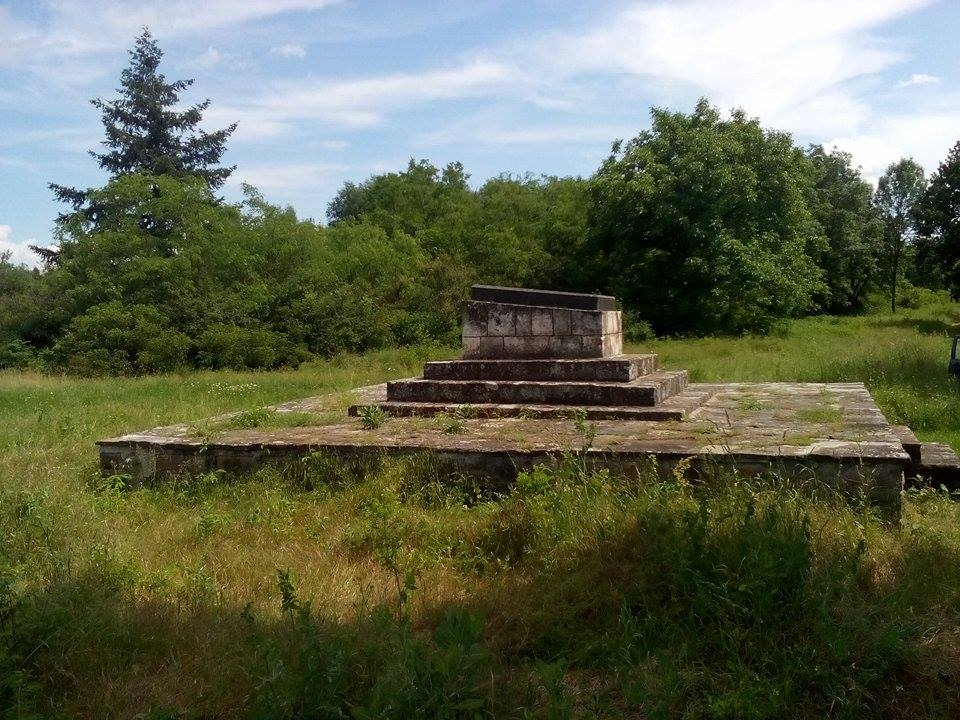
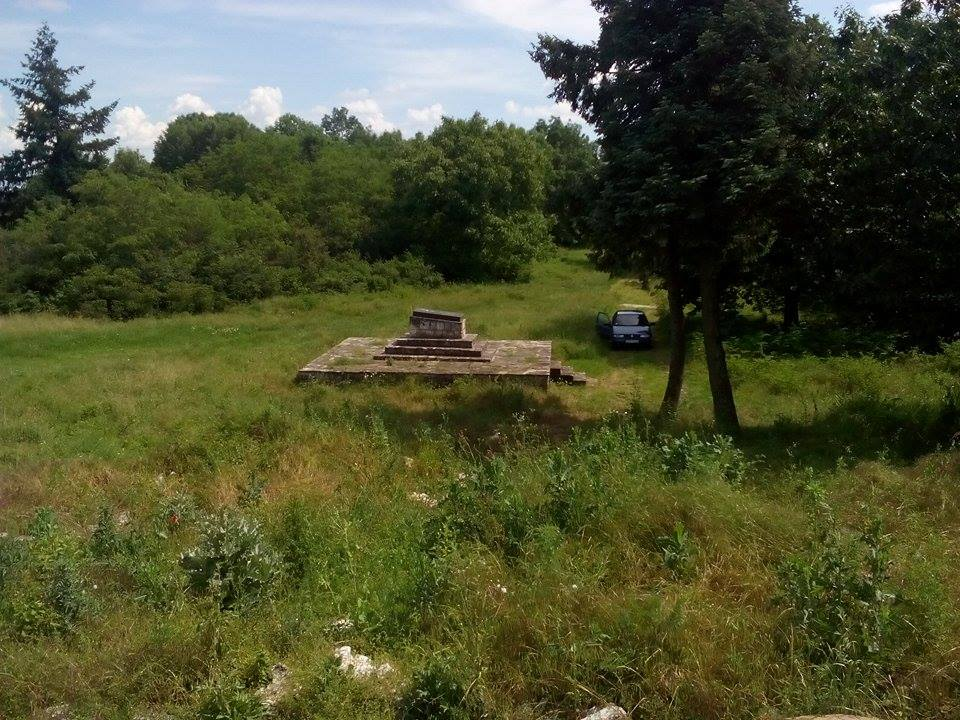
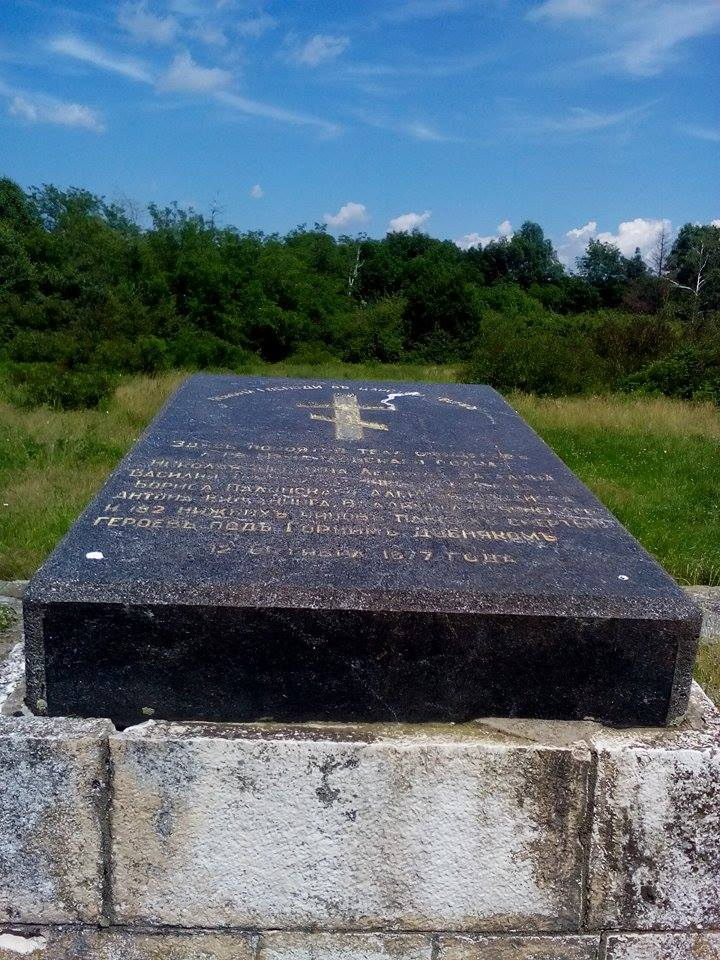
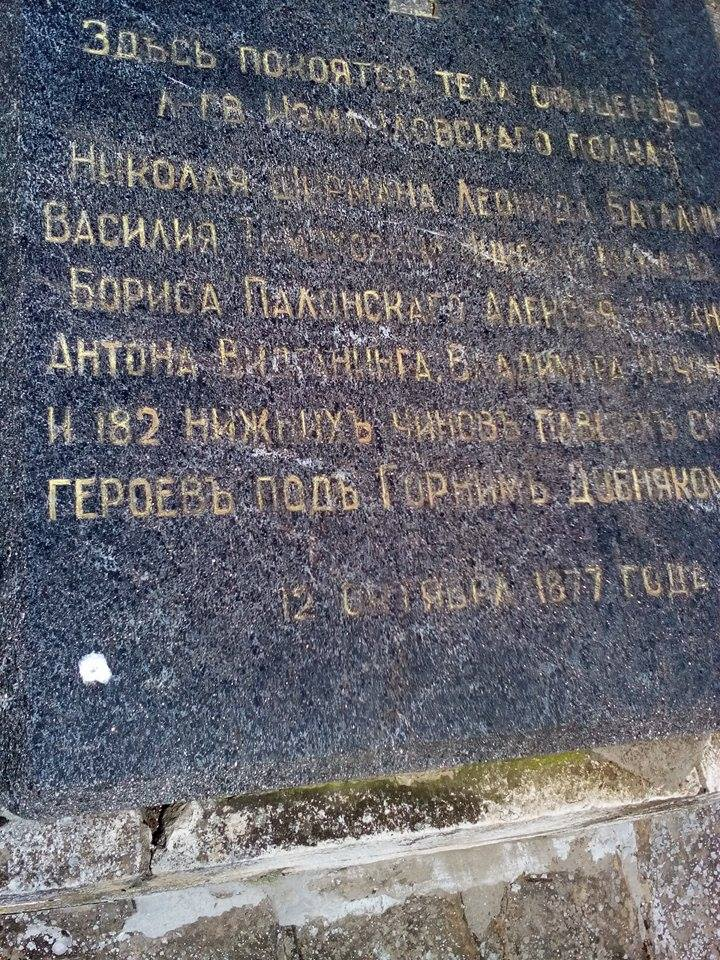